# Kritiskdebat.dk
Kritiskdebat.dk er et dansk internetmedium, hvis panel har deltagelse af personligheder som Steen Gade, Georg Metz og Knud Vilby.
Kritiskdebat.dk udkommer 6 gange om året samt med aktuelle kommentarer cirka hver 14. dag.

## Ekstern henvisning
- Kritiskdebat.dk

| Internet | Spire Denne internet-relaterede artikel er en spire som bør udbygges. Du er velkommen til at hjælpe Wikipedia ved at udvide den. |